# Ramón Barros Luco

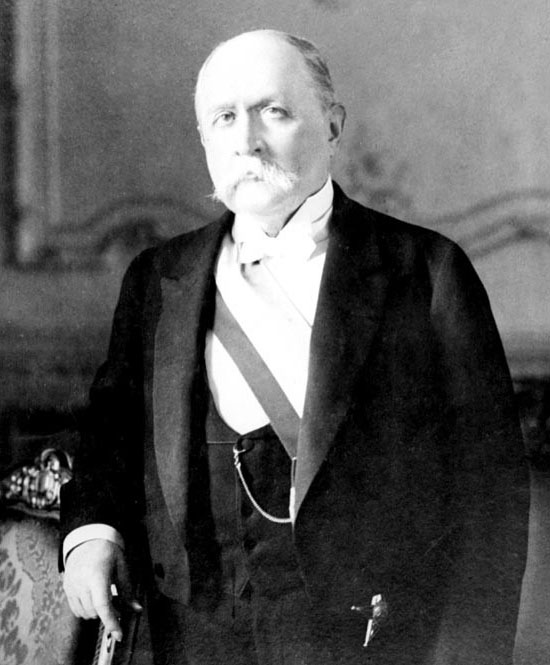
Ramón Barros Luco

Ramón Barros Luco (* 9. Juni 1835 in Santiago de Chile; † 20. September 1919 ebenda) war ein chilenischer Politiker. Von 1910 bis 1915 amtierte er als Präsident seines Landes.

## Leben
Nach der Schule studierte Barros an der Universidad de Chile, wo er 1858 seinen Abschluss in Rechtswissenschaft machte. Er heiratete Mercedes Valdés Cuevas, die Ehe blieb kinderlos.
Er trat der Liberalen Partei bei und wurde 1861 ins Abgeordnetenhaus gewählt. Von 1872 bis 1876 war er Finanzminister unter Präsident Federico Errázuriz Zañartu, von 1884 bis 1885 unter Präsident Domingo Santa María González, der ihn außerdem zum Innenminister machte.
1889 wählte ihn das Abgeordnetenhaus zu seinem Präsidenten, 1892 war er wieder Innenminister – diesmal für Präsident Jorge Montt Álvarez –, und 1896 wählte ihn die Región de Tarapacá in den Senat, dessen Präsidium Barros gleich übernahm. 1897 sandte ihn die Regierung als diplomatischen Bevollmächtigten nach Paris. 1898 wurde er von Präsident Federico Errázuriz Echaurren zum außerordentlichen Gesandten Chiles (Ministre plénipotentiaire) in der Schweiz ernannt. 1901 verwaltete er erneut das Innenressort und übernahm im folgenden Jahr außerdem den Vorsitz der Sociedad Nacional de Agricultura, der Interessenvertretung der Landwirte.
Als im Jahre 1910 Präsident Pedro Montt Montt gestorben war, suchten die Parteien verbissen streitend nach einem Nachfolger. Ramón Barros Luco, zu dieser Zeit im 77. Lebensjahr, galt als Kompromisslösung, die alle Parteien, auch die Konservativen, tragen konnten.
Der Kongress rief ihn am 14. September 1910 aus, und am 23. September wurde Barros gewählt, mitten während der Jubelfeiern zum hundertjährigen Jahrestag der Unabhängigkeitserklärung Chiles.
Barros’ Regierung war von Rücksicht gegenüber dem Parlament geprägt: Er wollte der Kongress-Opposition keine Gelegenheit zur Profilierung anbieten. So akzeptierte er beispielsweise den Rücktritt eines Ministers erst, als beide Kammern des Kongresses zugestimmt hatten. Die parlamentarisch bestimmte Regierung wechselte zwischen den beiden großen politischen Lagern seiner Zeit, der Alianza Liberal (aus Radikalen, Liberalen und Demokraten) und der Coalición (aus Konservativen, Liberaldemokraten und Nationalen).
1915 wurde Juan Luis Sanfuentes Andonaegui zu seinem Nachfolger gewählt. Barros Luco widmete sich in seinen letzten Lebensjahren wohltätigen Zwecken, wie dem Bau eines Hospitals, das seinen Namen tragen sollte. Die Grippe-Epidemie von 1919 erfasste auch Ramón Barros Luco, der im Alter von 84 Jahren starb.

## Trivia
Obwohl Ramón Barros Luco kein Präsident spektakulärer Effekte war, kennt heute noch jedes Kind in Chile seinen Namen: Fast jeden Tag bestellte er nämlich in seinem Stammcafé, der Confitería Torres in Santiago, ein Sandwich, belegt mit Rindersteak vom Grill und Schmelzkäse. Diese Sandwichkombination wurde schnell zu einer landestypischen Spezialität und trägt bis heute seinen Namen. Praktisch jedes Café in Chile hat ein Sandwich Barros Luco auf der Speisekarte.
Siehe auch: Geschichte Chiles.